# オレンジカード
オレンジカードとは、JR各社で利用できる磁気式プリペイドカードである。略称でオレカとも呼ばれる。
日本国有鉄道（国鉄）時代の1985年3月25日に関東圏の主要駅で販売が開始されたのち、全国で発売された。2013年3月31日限りで発売を終了した。

## 概要
1971年（昭和46年）に研究と開発を開始。マルス105開発や国鉄経営難等もあって開発は数回中断している。1984年（昭和59年）、JNRカードの開発と同時期に再度開発をスタート。当時からICカード化にも意欲を見せていたが、この時は断念している。
開発プロジェクトのリーダーは、当初から須田寬（後に常務理事を経てJR東海の初代社長）が担当している。
オレンジカード対応の自動券売機で乗車券（切符）類の購入に利用できる。また、オレンジカード対応の自動精算機や有人改札の窓口処理機で乗り越し精算にも利用できる。ただし、イオカード・Jスルーカード・ワイワイカード（以上いずれも発売終了）とは異なり、自動改札機に直接投入して自動精算することはできない。
JRの駅のみどりの窓口やカード発売機のほか、一部のデパートで購入することができた。また、JRの一部特急列車でもオレンジカード発売の案内放送があれば車掌から購入することが可能で、その中には車内販売限定オリジナルデザインのものもあった。
新幹線のみが停車する山陽新幹線の新神戸駅、北陸新幹線の安中榛名駅や東北新幹線のいわて沼宮内駅・二戸駅・八戸駅・七戸十和田駅・東海道新幹線の新富士駅・在来線の無人駅およびみどりの窓口非設置駅では、オレンジカード対応の自動券売機が設置されていないため、オレンジカードを使用しての乗車券類の購入はできない。ただし、新幹線のみが停車する軽井沢駅・上田駅・上毛高原駅や、一部のみどりの窓口非設置駅などでは、オレンジカード対応の自動券売機が設置されている場合がある。無人駅が多い鶴見線や青梅線の各駅にもオレンジカード対応の自動券売機が設置されていたが、鶴見線は鶴見駅を除く全駅が2022年2月28日に、青梅線は一部の駅を除き2017年から2018年にかけて自動券売機が撤去され、利用ができなくなった。
みどりの窓口設置駅でありながら他社管理駅である小諸駅（しなの鉄道管理駅）・八戸駅（在来線は青い森鉄道管理駅）と自動券売機非設置の左沢駅などでは使用することができない。
オレンジカードで購入した乗車券類は、みどりの窓口で乗車変更の取り扱いが可能である。
他の乗車カード類の場合も共通するが、オレンジカードで他のオレンジカードや他のJRの磁気式乗車カード（イオカード）などを購入したり、Suica・ICOCA・TOICA・Kitaca・SUGOCAのJRの非接触型ICカードを購入したりチャージ（現金積み増し）したりすることはできない。また車内精算で使用することもできない。
以前はクレジットカードでの購入も可能だったが、北海道旅客鉄道（JR北海道）では2003年6月20日から、東日本旅客鉄道（JR東日本）では2005年ごろから（ビューカードは最後まで購入可能だった）、JR九州、JR四国、JR西日本も段階的に購入が不可能となった。これは、クレジットカードを盗んだ者がオレンジカードを購入、金券ショップで換金することで現金を得るという不正行為を行っており、これを防ぐことが目的であった。

## 発売終了
JR東日本の首都圏エリアでは1991年3月1日にイオカードが発売開始され、そして2001年11月18日にSuicaの販売を開始した。これらのカードは自動券売機で乗車券に引き換えることなくカード自体に対して自動改札機による改札処理を行うことが可能でありオレンジカードに代わり普及し、JR東日本ではオレンジカードの売上はピーク時の1991年には327億円あったが、2006年には13億円に減少した。また他のJR各社も1990年代以降、自社独自の磁気式ストアードフェアカードやICカードを発売開始している。
JR西日本（西日本旅客鉄道）では、新幹線単独駅に設置されている一部の券売機を除いてオレンジカードが使用可能であり、在来線扱いの博多南線博多南駅でも使用できる。ICOCA・Jスルーエリアの小規模の駅で取扱いをやめている。一部の駅の出札窓口でも専用の処理機を使う事で利用することができた時期もある（三石駅などの岡山支社の一部の駅に残存していた）。ただし、一部の駅ではオレンジカード対応券売機が設置されていない。このため、オレンジカード対応の自動券売機が更新されないケースや、オレンジカードを発売していない駅も出てきている。しかし、当時ICOCAの導入予定を公式発表していなかった北陸地方と山口県内や山陰地方では、2008年頃まで記念カードも発行されていた。
また、2011年頃でも、JR北海道とJR四国では、定期的に新デザインのカードが発売されていた。
JR東日本管内ではSuicaの普及が進んできたため、2007年6月よりSuica利用可能エリア内でのオレンジカードの取扱駅を順次縮小し、2012年4月1日からは発売駅が東北・信越の主要駅のみとなり、首都圏での発売は終了した。
その後、2013年3月31日限りでJR各社ともオレンジカードの発売を終了した。発売終了後もオレンジカード対応券売機で引き続きオレンジカードを利用することが可能である。
なお、2014年8月1日より、ビューカード会員のポイント特典として、限定5,000セットでオレンジカードが用意され、交換可能となっていた（現在は受付終了）。

## 額面
当初は1,000円券・3,000円券・5,000円券・10,000円券と、オリジナルオレンジカード専用の500円券の5種類が発売された。利用額は500円券・1,000円券・3,000円券が発売額と同額、5,000円券は5,300円、10,000円券は10,700円であった。1,000円券・3,000円券は50枚をまとめて購入すると1枚おまけで付くサービスがあった（2003年11月をもって廃止）。
1990年代にテレホンカードやハイウェイカードと同様、偽造が横行したため、5,000円券・10,000円券は1997年3月をもって発売を停止し、翌1998年1月21日からは利用も不可能とされた。利用停止となった額面のカードは、一部の駅で1,000円または3,000円の額面カードに交換することが可能である（1000円未満の端数は、2013年3月31日までは現金払い戻し、同年4月1日以降は減算したカードと交換）。その場合に元のカードは返却されないので注意が必要である。なお、JR東日本発行分の5,000円券・10,000円券については2021年9月30日をもって廃止（交換対応終了）となり、以降は2023年3月31日まで払い戻しのみの取り扱いを行っていた。JR西日本発行分の5,000円券・10,000円券についても2023年5月31日をもって廃止（交換対応終了）となり、以降は2024年11月30日まで払い戻しのみの取り扱いを行っていた。

## オリジナルオレンジカード

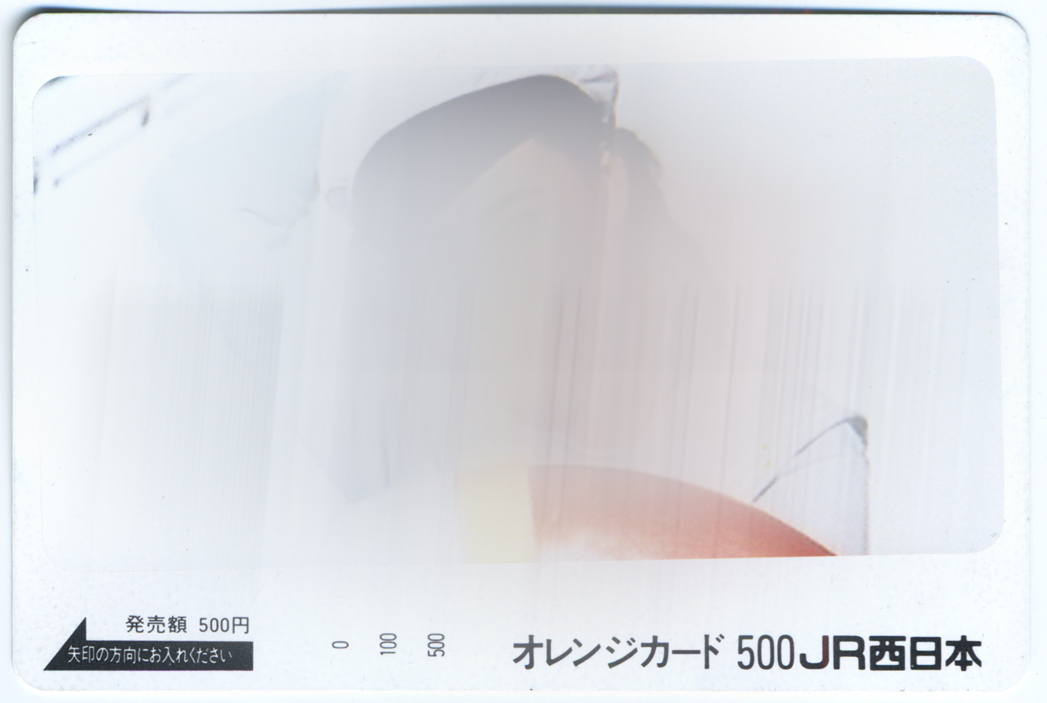

オレンジカード発売開始と同時期に、オレンジカードに独自の絵柄を印刷できるオリジナルオレンジカードのサービスが開始された。オリジナルオレンジカードには以下の2種類があった。
- オーダーメイド：絵柄を完全に自由に決められる。
- レディーメイド：あらかじめ、ある絵柄のうち好きなものを選択する。自由に写真や文字を入れることができ、文字は書体や大きさを指定できる。

なお、1997年に松本駅・秋田駅・東京駅（八重洲地下）などにプリント倶楽部感覚でオレンジカードを作成できる機械「オレカメイト」が設置された。当初は設置駅の拡大も予定されていたが、1枚1,000円で500円分のオレンジカードと費用の掛かることから、ほとんど広まらずに撤去された。
JR東日本では2012年1月20日限りでオリジナルオレンジカードの受付を終了し、JR他社は2013年1月18日限りで受付を終了した。

## 収集対象
オレンジカードもテレホンカードと同様に収集アイテムとなっている。
一時はオレンジカード収集ブームがあった。特に国鉄時代に発行されたオレンジカードで企業もののオーダーメイドのものは、2000年代でも原則としてプレミアムが付いている。そのほか、広告入りオレンジカード、業務用の窓口販売のオレンジカードにもプレミアムの付いているものが存在する。国鉄分割民営化後のオレンジカードでは、企業もの、アイドルもの、コミックものに収集対象となっているものがある。とくにJR東日本でイオカードがその役目をSuicaに移行してからは、同社の磁気の記念プリペイドカードはすべてオレンジカードに統一されたため、収集家にとってはより貴重な存在となった。

## 簿記上での扱い
簿記上でオレンジカードは交通費に当たる。本来であればカードには消費税は含まれず、乗車券と引き換えた時点で消費税が発生するが、帳簿上は購入時点で乗車券を購入したものとして、消費税込みとしてカード代を計上することができる。ただし、販促品として配布など他人に譲渡する目的で購入するのであれば、商品券などと同じ扱いであり、非課税品として処理する。